# Carina Ohlsson
Carina Gunilla Ohlsson, född 14 juni 1957 i Råda församling i Skaraborgs län, är en svensk politiker (socialdemokrat). Hon blev ordinarie riksdagsledamot 1998, invald för Västra Götalands läns östra valkrets. Hon övergick till Europaparlamentet som parlamentariker efter riksdagens samlande 2022.
I Europaparlamentet var Carina ordinarie ledamot i jämställdhetsutskottet (FEMM) och ersättare i arbetsmarknadsutskottet (EMPL), utrikesutskottet (AFET) och utskottet med ansvar för medborgerliga fri- och rättigheter samt rättsliga och inrikes frågor (LIBE). 
Carina Ohlsson var under hennes senaste period i riksdagen ledamot i socialförsäkringsutskottet. Hon satt tidigare i civilutskottet där hon var ordförande från den 3 mars 2011–26 april 2011. Tidigare har hon framförallt utmärkt sig genom sitt arbete i miljö- och jordbruksutskottet där hon varit suppleant från 1998, ledamot 2002–2010 och under Anders Ygemans halvårslånga ledighet 2007 utskottets ordförande. Från 2006-2013 var hon ledamot av EU-nämnden. Sedan 2002 är hon ledamot av riksdagens valberedning och sedan 2003 ledamot av Europarådets svenska delegation. Under perioden januari 2005-oktober 2006 var hon ordförande i Europarådets svenska delegation. Hon var mellan 2018 och 2022 vice ordförande för den svenska delegationen till Europarådets Parlamentariska Församling.
Under åren 2013–2021 var Ohlsson ordförande för S-kvinnor. Mandatperioden 2018–2022 är hon kommunfullmäktiges ordförande i Lidköpings kommun. Från 2014 har hon även varit ordförande för Lidköpings Fotbollsklubb LFK och i Arbetarnas bildningsförbund i Västra Götaland.
Carina Ohlsson tjänstgjorde som ålderspresident vid riksdagens första sammanträde efter riksdagsvalet 2022. Efter ett hälsningsanförande ledde Ohlsson riksdagen genom ett antal formaliaärenden, innan kammaren förrättade val av talman och vice talmän. Direkt efter dessa ärenden avgick Ohlsson som riksdagsledamot, för att i stället ta plats i Europaparlamentet. När Socialdemokraterna under 2023 meddelade sin valsedel för EU-valet 2024 framgick dock att Carina Ohlsson inte får förnyat förtroende.